# أرغون خان
أرغون خان بن أباقا بن هولاكو (1258 - 9 مارس 1291م) إلخان المغول الرابع.
قام بثورة على عمه أحمد تكودار بعد أن أعلن الأخير إسلامه وطلبه الصلح مع المماليك فانتهت تلك الثورة بمقتل تكودار وتولي ابن أخيه أرغون العرش، وقد تميز عصر أرغون عن بقية العهود الايلخانية بإعلاء شأن اليهود دُونَاً عن باقي الطوائف الدينية الأخرى لا سيما بعد أن تولى الوزارة واحداً من أشهر الشخصيات اليهودية في التاريخ والملقب بسعد الدولة ابن صفي الدين الأبهري، حيث عرف كيف يحكم سيطرته على زمام الدولة هو وأقاربه ويبعد المسلمين والمغول عنها على حدٍّ سواء، وابتكر خطة وسوقها للإلخان بأن يحول الكعبة المسجد الحرام إلى معبد للأوثان، إلا أن خطة أرغون بأت بالفشل بسبب موت الإلخان مسموماً فَقُطِع رَأْسه ومات، وأما ابن صفي الدين الأبهري ذلك فقتله المغول هو وأقاربه.

## النشأة
ولد أرغون لوالده أباقا خان ووالدته قيتميش إيجيجي في 8 مارس عام 1258 (على الرغم من أن المؤرخ رشيد الدين ذكر أن ولادته كانت في عام 1262، وهو أمر غير مرجح)، بالقرب من بيلقان. نشأ في خراسان تحت رعاية سرتاق نويان (من قبيلة جلاير) الذي كان قائده العسكري لمعسكره وجوتشيجان نويان (من قبيلة برغا) الذي كان أتابكه (الوصي المعين للإشراف عليه وتعليمه). قاد جيشا وهو في العشرين من عمره ضد نيجوداريس. غادر معسكر والده في 14 يوليو 1279 متوجهاً إلى سجستان حيث اعتقل أولجاي بوكا (ابن مباركشاه). مُنع من خوض الانتخابات ضد عمه أحمد تيكودر في الكورولتاي بعد وفاة والده أباقة عام 1282. اختير تيكودر لاحقا كسلطان، وعرف باسم السلطان أحمد.